# Edy Medina Collado
Gilder Edy Medina Collado (Arequipa, 26 de diciembre de 1952) es un agricultor y político peruano. Fue alcalde  de la Provincia de Castilla por 5 periodos interrumpidos, conocido en Castilla como "el amigo".          Fue consejero regional de Arequipa representado Castilla para el periodo 2015-2018.

## Biografía
Edy Medina realizó sus estudios primarios en el Centro Educativo No.941 de Aplao, y los secundarios en el  Colegio San Francisco de Asís de Arequipa. Estudió Ingeniería Química en la Universidad Nacional de San Agustín de Arequipa, entre 1970 y 1977. 
Se inicia su participación política como Alcalde del Concejo Provincial de Castilla, para el período 1990-1992, por como representante de Acción Popular en la Alianza del FREDEMO. Es reelecto como independiente para el periodo siguiente 1993-1995.
Funda el Movimiento Independiente Regional Castilla Avanza y el año 1995 postula y alcanza nuevamente la alcaldía provincial de Castilla para los periodos 1996-1998 y 1999-2002 y luego para el periodo 2007-2010, por la agrupación Fuerza Democrática. En las elecciones regionales y municipales del Perú de 2010 postula nuevamente al mismo cargo sin tener éxito.
En las elecciones regionales del 2014 es elegido consejero regional de Arequipa representado a Castilla en las elecciones regionales por el movimiento regional Juntos por el Desarrollo de Arequipa para el periodo 2015-2018. siendo reelegido en las elecciones del 2018